# Gastón Mazzacane
Gastón Hugo Mazzacane (* 8. Mai 1975 in La Plata) ist ein argentinischer Rennfahrer, der auch in der Formel 1 aktiv war.

## Karriere
Seine Motorsportkarriere begann Mazzacane 1989 mit dem Kartsport. Im Jahr 1992 fuhr er dann Tourenwagen und war danach in der Formel 3 aktiv. Am 12. März 2000 gab Mazzacane sein Formel-1-Debüt für das Minardi-Team.
Beim Großen Preis der USA 2000 fuhr er, als er einen planmäßigen Boxenstopp machen wollte, einen Mechaniker an. Dieser wurde aber ironischerweise wenige Runden zuvor beinahe von seinem Teamkollegen Marc Gené angefahren, doch dort konnte er noch rechtzeitig wegspringen. Mazzacane schied dann in weiterer Folge (nicht durch den missglückten Boxenstopp beeinflusst) bei der vorletzten Kurve aus. Als er aus dem Auto steigen wollte, warf ein Fan eine volle Bierdose in Richtung Mazzacane, aber Mazzacane wurde verfehlt und die Bierdose traf nur den Minardi. Im Jahr 2001 ging er für das Prost-Team an den Start und fuhr die ersten vier Rennen. Nach dem Großen Preis von San Marino auf dem Autodromo Enzo e Dino Ferrari in Imola wurde der glücklose Argentinier durch Luciano Burti ersetzt. Er fuhr seitdem kein Formel-1-Rennen mehr.
In der zweiten Hälfte 2004 fuhr er in der amerikanischen Champ-Car-Serie.

## Statistik

### Karrierestationen
| - 1989–1991: Kartsport - 1992: Club Automobile Argentin - 1993: Südamerikanische Formel 3 - 1994: Italienische Formel 2000 - 1995: Italienische Formel 3 - 1996–1998: Formel 3000 | - 1999: Sport-Prototypes - 1999: Formel 1 (Testfahrer) - 2000: Formel 1 (Platz 21) - 2001: Formel 1 (Platz 25) - 2002: Indy Racing League - 2003: American Le Mans Series | - 2003: ETCC - 2004: Champ Car - 2005–2008: Top Race V6 - 2007: 24-Stunden-Rennen von Daytona |

### Statistik in der Formel-1-Weltmeisterschaft

#### Gesamtübersicht
| Saison | Team              | Chassis     | Motor             | Rennen | Siege | Zweiter | Dritter | Poles | schn. Rennrunden | Punkte | WM-Pos. |
| ------ | ----------------- | ----------- | ----------------- | ------ | ----- | ------- | ------- | ----- | ---------------- | ------ | ------- |
| 2000   | Minardi Fondmetal | Minardi M02 | Fondmetal 3.0 V10 | 17     | –     | –       | –       | –     | –                | –      | 21.     |
| 2001   | Prost             | Prost AP04  | Acer 3.0 V10      | 4      | –     | –       | –       | –     | –                | –      | 20.     |
| Gesamt | Gesamt            | Gesamt      | Gesamt            | 21     | –     | –       | –       | –     | –                | –      |         |

#### Einzelergebnisse
| Saison | 1  | 2   | 3   | 4  | 5 | 6   | 7  | 8   | 9  | 10 | 11  | 12 | 13 | 14  | 15 | 16 | 17 |
| ------ | -- | --- | --- | -- | - | --- | -- | --- | -- | -- | --- | -- | -- | --- | -- | -- | -- |
| 2000   |    |     |     |    |   |     |    |     |    |    |     |    |    |     |    |    |    |
| DNF    | 10 | 13  | 15  | 15 | 8 | DNF | 12 | DNF | 12 | 11 | DNF | 17 | 10 | DNF | 15 | 12 |    |
| 2001   |    |     |     |    |   |     |    |     |    |    |     |    |    |     |    |    |    |
| DNF    | 12 | DNF | DNF |    |   |     |    |     |    |    |     |    |    |     |    |    |    |

| Legende  | Legende            | Legende                                                          |
| Farbe    | Abkürzung          | Bedeutung                                                        |
| -------- | ------------------ | ---------------------------------------------------------------- |
| Gold     | –                  | Sieg                                                             |
| Silber   | –                  | 2. Platz                                                         |
| Bronze   | –                  | 3. Platz                                                         |
| Grün     | –                  | Platzierung in den Punkten                                       |
| Blau     | –                  | Klassifiziert außerhalb der Punkteränge                          |
| Violett  | DNF                | Rennen nicht beendet (did not finish)                            |
| Violett  | NC                 | nicht klassifiziert (not classified)                             |
| Rot      | DNQ                | nicht qualifiziert (did not qualify)                             |
| Rot      | DNPQ               | in Vorqualifikation gescheitert (did not pre-qualify)            |
| Schwarz  | DSQ                | disqualifiziert (disqualified)                                   |
| Weiß     | DNS                | nicht am Start (did not start)                                   |
| Weiß     | WD                 | zurückgezogen (withdrawn)                                        |
| Hellblau | PO                 | nur am Training teilgenommen (practiced only)                    |
| Hellblau | TD                 | Freitags-Testfahrer (test driver)                                |
| ohne     | DNP                | nicht am Training teilgenommen (did not practice)                |
| ohne     | INJ                | verletzt oder krank (injured)                                    |
| ohne     | EX                 | ausgeschlossen (excluded)                                        |
| ohne     | DNA                | nicht erschienen (did not arrive)                                |
| ohne     | C                  | Rennen abgesagt (cancelled)                                      |
| ohne     | keine WM-Teilnahme |                                                                  |
| sonstige | P/fett             | Pole-Position                                                    |
| sonstige | 1/2/3/4/5/6/7/8    | Punktplatzierung im Sprint-/Qualifikationsrennen                 |
| sonstige | SR/kursiv          | Schnellste Rennrunde                                             |
| sonstige | *                  | nicht im Ziel, aufgrund der zurückgelegten Distanz aber gewertet |
| sonstige | ()                 | Streichresultate                                                 |
| sonstige | unterstrichen      | Führender in der Gesamtwertung                                   |